# Sanchong

Situation du district dans Nouveau Taipei.

Sanchong (chinois traditionnel : 三重區 ; pinyin : Sānchóng Qū), est un district de la ville de Nouveau Taipei, à Taïwan.

## Géographie
- Superficie : 16,32 km2
- Population : 384 618 habitants (2003)